# Bear Creek (Texas)
Bear Creek è un centro abitato degli Stati Uniti d'America situato nella contea di Hays dello Stato del Texas.
La popolazione era di 382 persone al censimento del 2010.

## Geografia fisica
Bear Creek è situata a 30°10′55″N 97°55′58″W (30.182024, -97.932738), 13 miglia (21 km) a sud ovest di Austin.
Secondo lo United States Census Bureau, ha un'area totale di 1,1 miglia quadrate (2,8 km²).

## Società

### Evoluzione demografica
Secondo il censimento del 2000, c'erano 360 persone, 118 nuclei familiari e 98 famiglie residenti nella città. La densità di popolazione era di 312,6 persone per miglio quadrato (120,9/km²). C'erano 121 unità abitative a una densità media di 105,1 per miglio quadrato (40,6/km²). La composizione etnica della città era formata dal 96,11% di bianchi, l'1,39% di afroamericani, l'1,39% di altre razze, e l'1,11% di due o più etnie. Ispanici o latinos di qualunque razza erano il 5,00% della popolazione.
C'erano 118 nuclei familiari di cui il 44,9% aveva figli di età inferiore ai 18 anni, il 71,2% aveva coppie sposate conviventi, il 7,6% aveva un capofamiglia femmina senza marito, e il 16,9% erano non-famiglie. L'8,5% di tutti i nuclei familiari erano individuali e l'1,7% aveva componenti con un'età di 65 anni o più che vivevano da soli. Il numero di componenti medio di un nucleo familiare era di 3,05 e quello di una famiglia era di 3,26.
La popolazione era composta dal 29,4% di persone sotto i 18 anni, il 6,7% di persone dai 18 ai 24 anni, il 31,1% di persone dai 25 ai 44 anni, il 28,3% di persone dai 45 ai 64 anni, e il 4,4% di persone di 65 anni o più. L'età media era di 39 anni. Per ogni 100 femmine c'erano 91,5 maschi. Per ogni 100 femmine dai 18 anni in giù, c'erano 93,9 maschi.
Il reddito medio di un nucleo familiare era di 78.691 dollari e quello di una famiglia era di 90.255 dollari. I maschi avevano un reddito medio di 56.250 dollari contro i 26.250 dollari delle femmine. Il reddito pro capite era di 33.059 dollari. Circa il 2,6% delle famiglie e il 2,3% della popolazione erano sotto la soglia di povertà, incluso il 3,8% di persone sotto i 18 anni enessuno di 65 anni o più.